# Edward Tuckerman
Edward Tuckerman (ur. 7 grudnia 1817 w Bostonie, zm. 15 marca 1886) – amerykański botanik, mykolog i lichenolog.

## Życiorys
Uczył się w Boston Latin School, a następnie za namową swojego ojca w Union College w Schenectady, do którego wstąpił jako student drugiego roku i gdzie w 1837 roku uzyskał tytuł licencjata. W 1839 r. ukończył studia prawnicze na Uniwersytecie Harvarda, następnie podróżował po Niemczech i Skandynawii. W Górach Białych prowadził badania botaniczne. W 1846 roku wrócił na Harvard jako senior i ukończył drugi tytuł licencjata w 1847 r. Od 1854 do śmierci był profesorem w Amherst College. Wykładał tu najpierw historię Wschodu, a następnie botanikę. Był członkiem założycielem Towarzystwa Historii Naturalnej w Bostonie.

## Praca naukowa
Wniósł znaczący wkład w badania porostów i roślin alpejskich. Większość swoich zbiorów zbierał na zboczach Góry Waszyngtona w Górach Białych w New Hampshire. Zebrał wiele gatunków roślin i porostów dotąd nauce nieznanych. W 1838 lub 1839 roku opublikował swój pierwszy artykuł o porostach Nowej Anglii. W 1843 r. opublikował prywatnie pierwszą poważną systematyczną analizę rodzaju turzyca (Carex). Lubił pisać po łacinie. Przeprowadził pierwsze systematyczne badania rodzaju rdestnica (Potamogeton), a gdy został profesorem botaniki w Amherst, zaczął przygotowywać katalog roślin dziko rosnących w promieniu 30 mil od Amherst College (opublikowany w 1875). Jednak jego głównym celem były porosty. Opublikował szereg ważnych badań w tej dziedzinie, opierając się zarówno na swoich własnych zbiorach, jak i okazach przesłanych mu przez innych naukowców, w szczególności przez Charlesa Wrighta z Kuby. Jego kariera zakończyła się publikacją Genera Lichenum: An Arrangement of the North American Lichens (1872) i Synopsis of the North American Lichens, part 1 (1882). Jego ostatnia publikacja botaniczna miała miejsce w 1884 roku. Tuckerman nie akceptował tego, że porosty są połączeniem grzybów i glonów.
W naukowych nazwach utworzonych przez niego taksonów dodawane jest skrót jego nazwiska Tuck..